# Хајнрих III, цар Светог римског царства
Хајнрих III Црни (28. октобар 1017 — , 5. октобар 1056) је био цар Светог римског царства (1046—1056) и краљ Немачке (1028—1056) из Салијске династије.
Још док му је отац био жив крунисан је 1028. као краљ Немачке, да би се осигурало наслеђивање нове династије. После смрти Конрада II постаје 1039. једини краљ Немачке.

### Прва експедиција на Чешку (Бохемију)
Током првог обиласка краљевства добијао је признање од војвода као нови краљ. Први војни поход учинио је 1040. у Чешкој, против Братислава I Пшемисла. Братислав је имао Мађаре као савезнике, који су упадима узнемиравали и пљачкали. Хајнрих III Црни је 13. августа 1040. кренуо на Братислава, али војска му је упала у заседу и претрпео је пораз.
После преврата у Угарској Братислав је изгубио савезника, па је поражен 15. августа 1041. године. Потом је био присиљен да склопи мировни споразум.

### Први поход на Угарску
Због нових угарских напада на Баварску, Хајнрих је 1042. године објавио рат Угарској. Из овог сукоба је Хајнрих изашао као победник и западне делове тадашње Угарске је припојио Баварској.
Угарски краљ Шамуел Аба је побегао на исток. Током 1043, Хајнрих присиљава угарског краља да врати Дунавске територије Немачкој. Ове територије је још Свети Стефан Угарски дао Немцима. Тиме се успоставила граница Угарске и Аустрије, која је остала као званична све до 1918. године.
После те победе Хајнрих, као побожан краљ који сања о „божанском миру“, свима опрашта све што је било и заборавља освету. Своје вазале је присилио да исто то учине.

### Подела Лорене
Када је 1044. умро војвода Лорене, који је био војвода и доње и горње Лорене, Хајнрих је пожелио да се војводства нигде не учврсте. Војводин старији син Годфрид Лоренски је већ владао Горњом Лореном, па се очекивало да добије и доњу Лорену. Међутим Хајнрих предаје Доњу Лорену млађем брату, чиме изазива побуну старијег. Хајнрих позива браћу на измирење, али у томе не успева. У међувремену су се поново појавили проблеми у Угарској.

### Други поход на Угарску
Други поход на Угарску је изведен 6. јула 1044. са великом војском. Мађари су били лако покорени. Крај сукоба и пораз присталица Шамуела Абе је означен у бици код Менфеа. На власт је постављен стари угарски краљ Петар Орсело. Шамуел Аба је ухваћен и одрубљена му је глава.
Петар Орсело се заклео Хајнриху на верност. Тако је успостављен мир између Угарске и Немачке.

### Немир у Лорени
После повратка из рата у Угарској Готфрид Лоренски је тражио савезнике да би потпуно повратио обе Лорене под своју власт. Преговарао је и са француским краљем Анријем I. Због тога је Хајнрих III Црни организовао суђење Готфриду Лоренском. Готфрид је осуђен, а војводство му је одузето. Он је одмах побегао и започео побуну и грађански рат.
Током 1045. Хајнрих је заузео Готдридов замак и неколико других замкова. Готфрид је успео да заметне свађу у Бургундији, чиме ствара Хајнриху проблеме на другом месту, па је Хајнрих кренуо на Бургундију, остављајући део војске у Лорени. Бургундија је била смирена и пре Хајнрихова доласка. После тога Хајнрих је успео заробити и утамничити Готфрида Лоренског и смирити проблеме у Лорени.

### Други излет у Италију
У Италији су била три кандидата за папу, па се Хајнрих меша у тај избор и поставља 1046. свог кандидата папу Клемента II из Бамберга. Осим тога било је проблема и у Милану око тога ко ће бити нови владар. И у тај проблем се Хајнрих умешао спречавајући сукобе.

### Царско крунисање
Хајнрих III Црни је крунисан као цар Светог римског царства 25. децембра 1046.
Са папом је кренуо на југ Италије, где је повукао многе одлуке свог оца Конрада II. Непопуларни Пандулф од Капуе добија поново власт над Капуом.

### Нове борбе са Мађарима
Са новим угарским краљем Андрашом I најпре је склопио мир, који није дуго трајао. Већ 1051. Хајнрих предузима трећи поход против Мађара. Међутим није успео остварити трајнији мир. Током четвртог похода опседао је Братиславу. Андраш I је позвао папу да посредује. Након што је Хајнрих престао са опсадом Андраш је повукао све своје понуде о плаћању данка, па га папа екскомуницира.

### Рат и мир у Лорени и Холандији
Готфрид Лоренски је пуштен из затвора и враћен му је био део поседа, али он се поново буни и налази нове савезнике Болдвина Фландријског и Дирка Холанског, па је побуна против Хајнриха постала много већа. Холанђани су током 1048. победили Хајнрихову војску, заузели Најмеген, запалили Вердун и опседали Лијеж.
Међутим током 1049. године Хајнрих успева да победи и убије Дирка Холандског. Хајнрих је постигао споразум са данским и енглеским краљем, па Болдвин Фландријски више није могао нападати морем, а није више могао ни да побегне царској војсци. Хајнрих је успео да утамничи и Болдвина и Готфрида Лоренског.
Тиме је коначно у Лорени и Холандији завладао мир.

### Постављања
Хајнрих је постављао папу за папом. Стекао је временом велику власт. У Немачкој је додељивао војводства и поседе. Тиме је стекао велику власт, али и непријатеље.

### Нормани на југу Италије
Гаимар IV Салернски уз помоћ Нормана осваја велики део Апулије и Калабрије. Гаимар је потом проглашен војводом Апулије и Калабрије од стране норманских плаћеника под вођством Вилијама Отвила и Дрога Отвила. Гаимар је признао норманска освајања и поставио је Нормане као своје вазале. Дакле Гаимар и Нормани су били самопрокламовани владари. Ипак Хајнрих III је прогласио Драга Отвила директним вазалом царске круне.
Хајнрих је изгубио популарност међу Ломбардима, а Беневенто, који је био папски вазал није признавао Хајнриха.
Папа Лав IX је кренуо у рат против Нормана. Хамфри Отвил са Робертом Гвискаром је предводио норманску војску и победио је 18. јуна 1053. у бици код Сивитате здружену папску и царску војску. Папа је у тој бици заробљен.

### Значај
Био је један од најмоћнијих царева. Његов ауторитет се протезао од Немачке, Италије до Бургундије. Освајао је територије и постављао је папе. Ипак многи сматрају његову владавину и промашајем због проблема које је оставио иза себе. Борба за инвеституру, која ће касније уследити је великим делом ствар црквене политике, али он сам је допринео проблему својим постављањем папа.
Ујединио је сва велика војводства, сем Саксоније, и успео их везати за себе.

## Породично стабло
|  |                                            |  |  |  |  |  |  |  |  |  |  |  |  |  |  |  |
|  | 4. Henry of Speyer                         |  |  |  |  |  |  |  |  |  |  |  |  |  |  |  |
|  |                                            |  |  |  |  |  |  |  |  |  |  |  |  |  |  |  |
|  |                                            |  |  |  |  |  |  |  |  |  |  |  |  |  |  |  |
|  | 2. Конрад II, цар Светог римског царства   |  |  |  |  |  |  |  |  |  |  |  |  |  |  |  |
|  |                                            |  |  |  |  |  |  |  |  |  |  |  |  |  |  |  |
|  |                                            |  |  |  |  |  |  |  |  |  |  |  |  |  |  |  |
|  | 5. Аделаида од Алзаса                      |  |  |  |  |  |  |  |  |  |  |  |  |  |  |  |
|  |                                            |  |  |  |  |  |  |  |  |  |  |  |  |  |  |  |
|  |                                            |  |  |  |  |  |  |  |  |  |  |  |  |  |  |  |
|  | 1. Хајнрих III, цар Светог римског царства |  |  |  |  |  |  |  |  |  |  |  |  |  |  |  |
|  |                                            |  |  |  |  |  |  |  |  |  |  |  |  |  |  |  |
|  |                                            |  |  |  |  |  |  |  |  |  |  |  |  |  |  |  |
|  | 6. Херман II, војвода Швабије              |  |  |  |  |  |  |  |  |  |  |  |  |  |  |  |
|  |                                            |  |  |  |  |  |  |  |  |  |  |  |  |  |  |  |
|  |                                            |  |  |  |  |  |  |  |  |  |  |  |  |  |  |  |
|  | 3. Гизела Швапска                          |  |  |  |  |  |  |  |  |  |  |  |  |  |  |  |
|  |                                            |  |  |  |  |  |  |  |  |  |  |  |  |  |  |  |
|  |                                            |  |  |  |  |  |  |  |  |  |  |  |  |  |  |  |
|  | 7. Gerberga of Burgundy                    |  |  |  |  |  |  |  |  |  |  |  |  |  |  |  |
|  |                                            |  |  |  |  |  |  |  |  |  |  |  |  |  |  |  |
|  |                                            |  |  |  |  |  |  |  |  |  |  |  |  |  |  |  |